# Condado de Christian (Missouri)
O Condado de Christian é um dos 114 condados do estado americano de Missouri. A sede do condado é Ozark, e sua maior cidade é Ozark. O condado possui uma área de 1 461 km² (dos quais 2 km² estão cobertos por água), uma população de 54 285 habitantes, e uma densidade populacional de 37 hab/km² (segundo o censo nacional de 2000). O condado foi fundado em 1859.